# Monte Olivia
El monte Olivia es un cerro situado en el sector argentino de la isla Grande de Tierra del Fuego, Provincia de Tierra del Fuego, Antártida e Islas del Atlántico Sur. Está situado al este de su capital: la ciudad de Ushuaia, y próximo a la ribera norte del canal Beagle. Su altitud es de 1326 m s. n. m.
Se trata del pico más alto de entre los ubicados en los alrededores de Ushuaia, en la cadena montañosa que bordea el norte la ciudad.
La cima fue alcanzada por vez primera en 1913 por el padre salesiano Alberto María de Agostini. El primer intento de ascensión data de 1902, cuando la ascensión fue intentada por dos de los hermanos Bridges. Posee cuatro rutas de ascensión, todas de dificultad no despreciable.
Entre los escaladores se aconseja la ascensión de este monte solo por expertos, debido a que en verano tiene desprendimientos de roca y en invierno se cubre de nieve hasta en las paredes más verticales. 
El monte Olivia es uno de los picos de mayor altura en el sector con soberanía argentina efectiva de la provincia.

## Galería

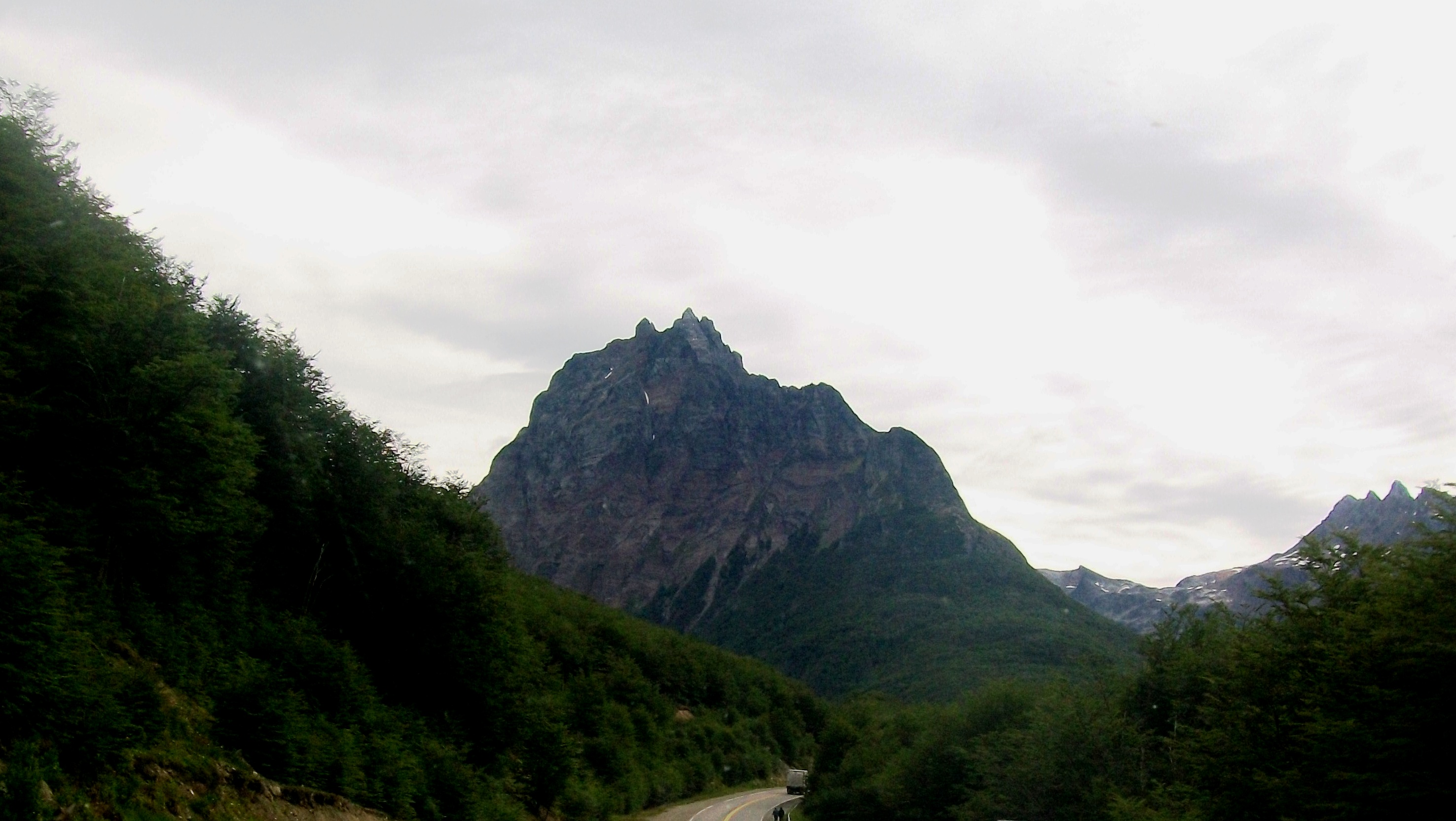
Vista desde la ruta 3.
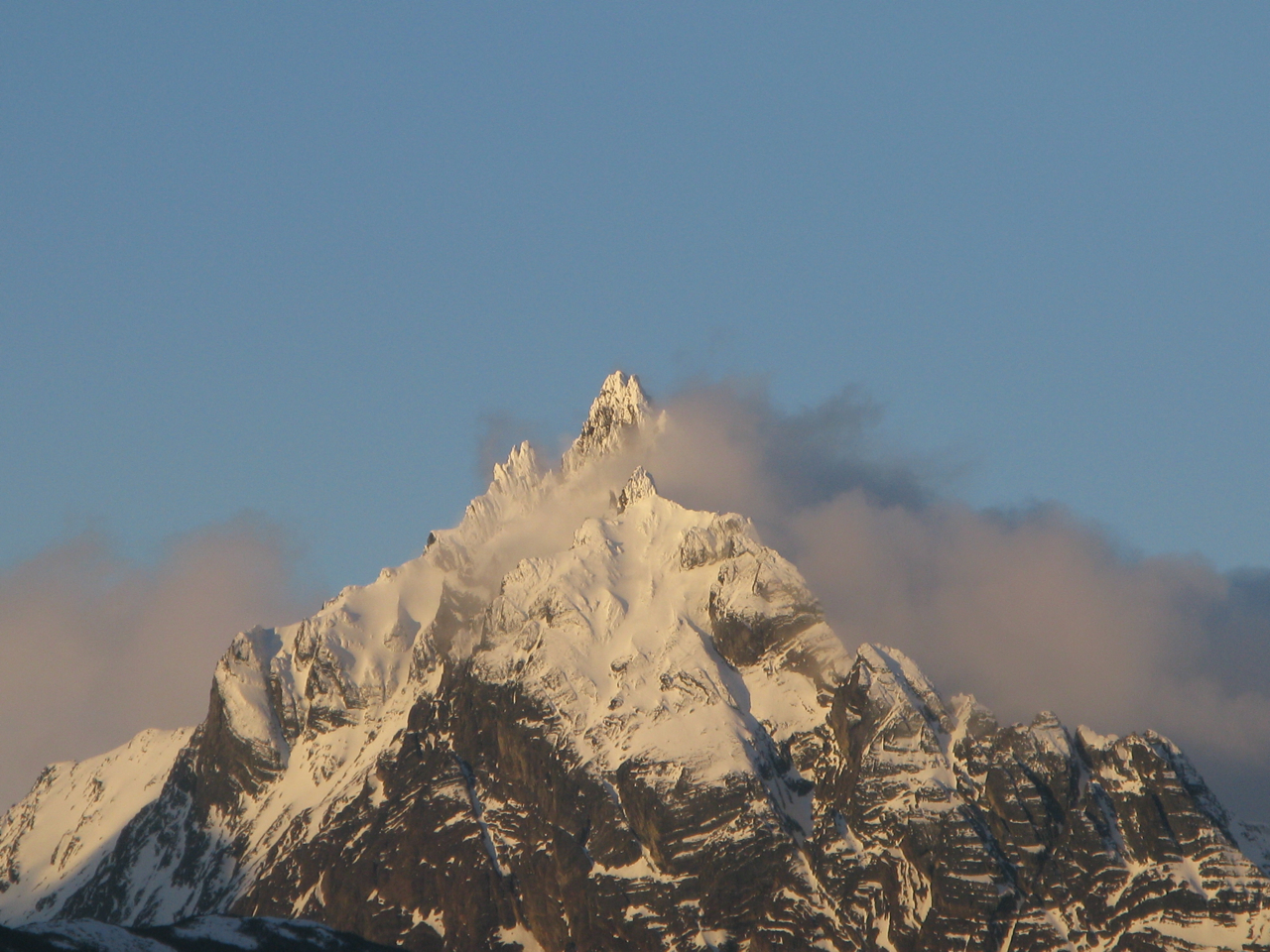
Cima nevada.
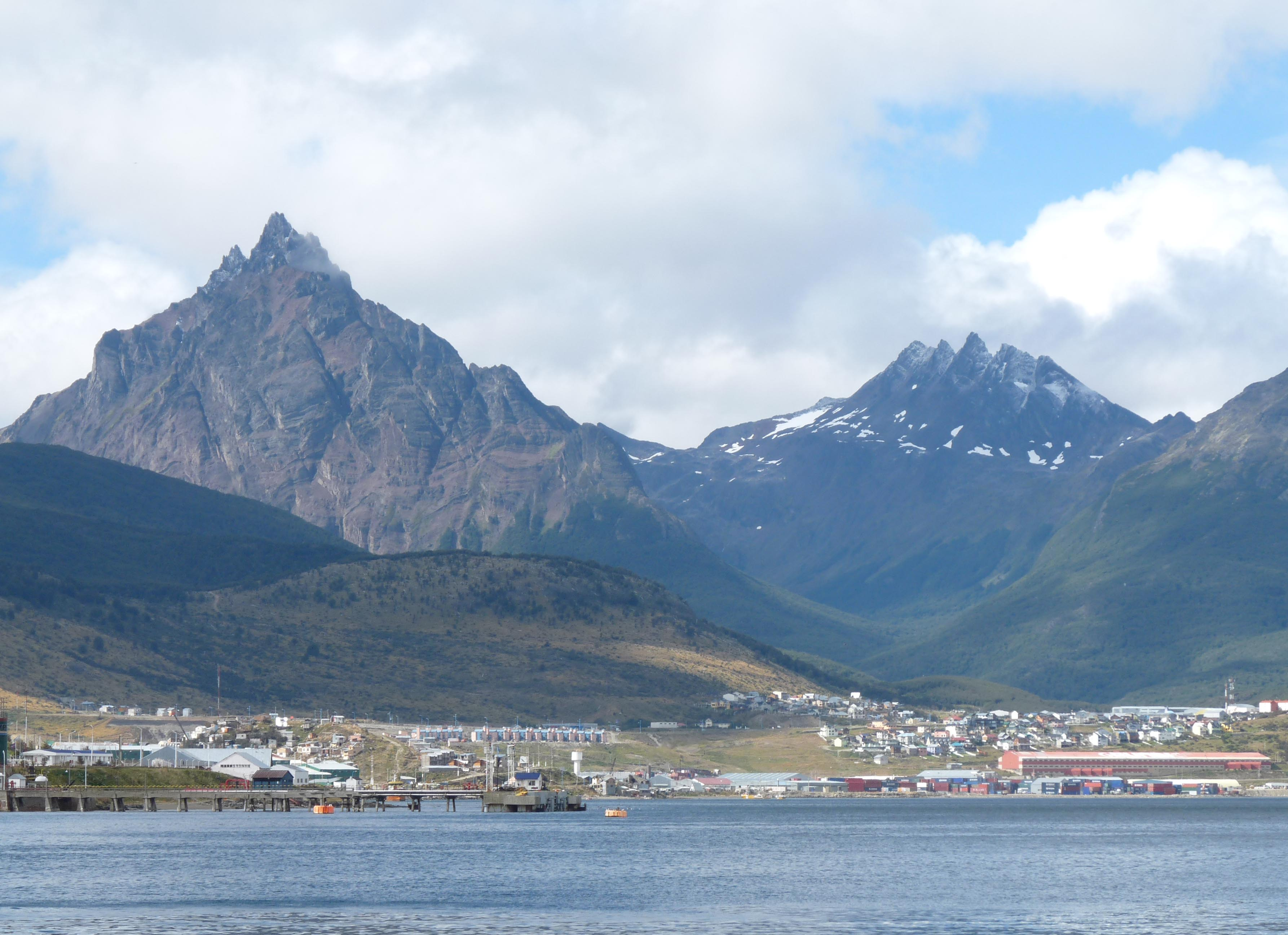
El monte Olivia y el Cinco Hermanos con la ciudad delante.
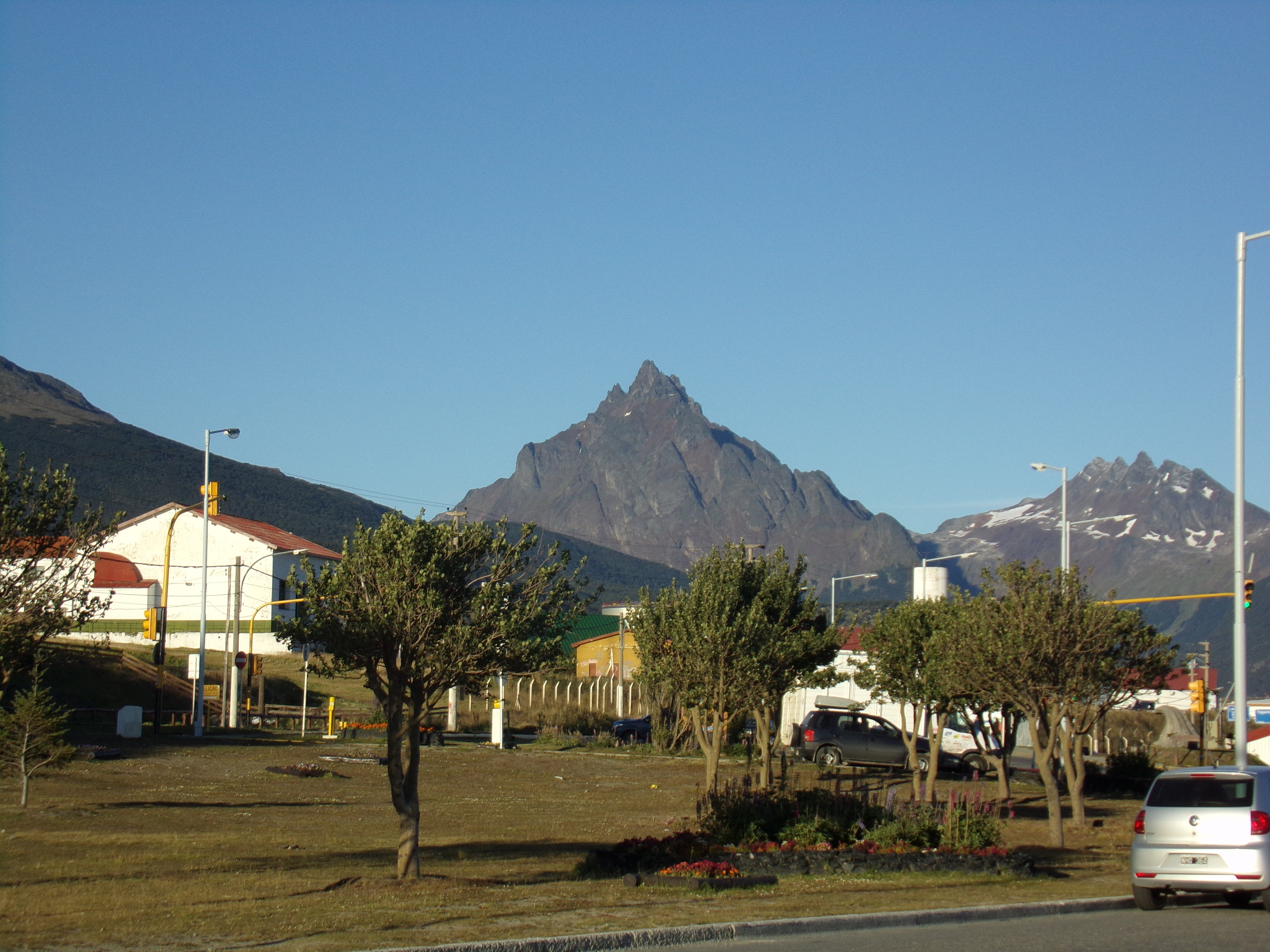
El monte con el cerro Cinco Hermanos detrás desde el centro de Ushuaia.
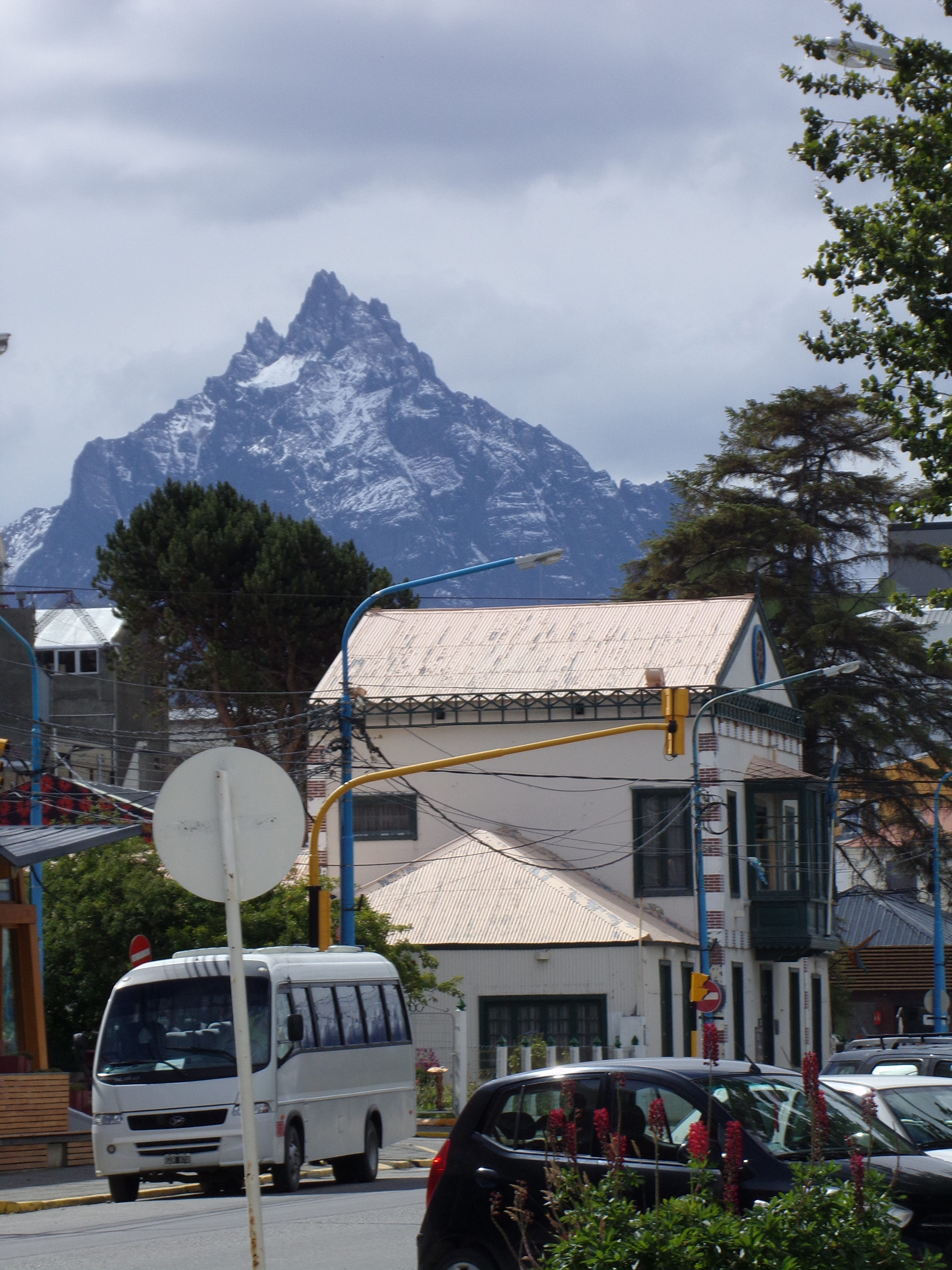
El monte con la Ex Casa de Gobierno de Tierra del Fuego delante.